# Juan García-Margallo y García
Juan García-Margallo y García (Montánchez, Estrémadure, 1839 – Melilla, Maroc, 1893), souvent désigné par le raccouri général Margallo, est un militaire espagnol, actif tant dans la métropole espagnole qu’au Maroc, où il trouva la mort sur le champ de bataille.
Après une formation d’officier d’infanterie, García-Margallo mena une carrière militaire alternativement au Maroc (participant notamment à la guerre de 1859-1860 dans la zone de Ceuta) et dans la métropole espagnole (où il fut appelé à contribuer avec son bataillon à la répression d’une insurrection républicaine en 1866 à Madrid et à combattre dans la Troisième Guerre carliste en 1872). Alors qu’il était gouverneur militaire de la région militaire de Valladolid, et doté du grade de général de brigade, il fut nommé en 1893 au poste de commandant général de Melilla, dans le nord-est du Maroc. À ce titre, et sur ordre de son ministre de tutelle, il se chargea de compléter le cordon de fortifications en cours de réalisation autour de Melilla, sur le périmètre extérieur du glacis concédé par voie de traité à l’Espagne par le sultan du Maroc. En septembre et octobre 1893, le chantier de l’un de ces forts, situé près du site de Sidi Ouariach, considéré comme sacré par les Rifains, fut violemment attaqué par ceux-ci à plusieurs reprises, malgré les objurgations du sultan. Lors de la vaste offensive rifaine du 27 octobre, le général Margallo se retrouva encerclé dans le fort de Cabrerizas Altas et fut tué lorsque sur son ordre et en sa présence fut déployée une batterie de campagne pour soutenir la colonne envoyée à son secours depuis Melilla.

## Biographie

### Origines familiales, formation et débuts dans la carrière militaire
Issu d’une vieille famille de la petite noblesse (hidalgos) d’Estrémadure et neveu d’un éminent militaire qui s’était illustré dans la guerre d’Indépendance et dans les colonies, Juan García-Margallo fut inscrit à l’âge de 16 ans à l’Académie d’infanterie de Tolède, dont il sortit à 19 ans avec le rang d’enseigne (alférez). Il reçut sa première affectation dans un régiment caserné à Madrid, où il faisait partie d’un bataillon détaché, en service à Saragosse, Huesca et Pampelune.
En novembre 1859, il fut incorporé dans le régiment de chasseurs de Figueras, qui se disposait alors à s’embarquer pour Ceuta, au Maroc, où García-Margallo prit part à diverses opérations militaires, notamment au combat de Sierra Bullones, à des activités visant à protéger les travaux de construction de la route de Tétouan, et à la bataille des Castillejos. Il fut blessé en janvier 1860 et récompensé quelques jours plus tard sur le champ de bataille, puis promu lieutenant. Son comportement lors de la prise de Tétouan lui valut de recevoir la croix de Saint-Ferdinand de 1re classe.

### Carrière dans la métropole espagnole

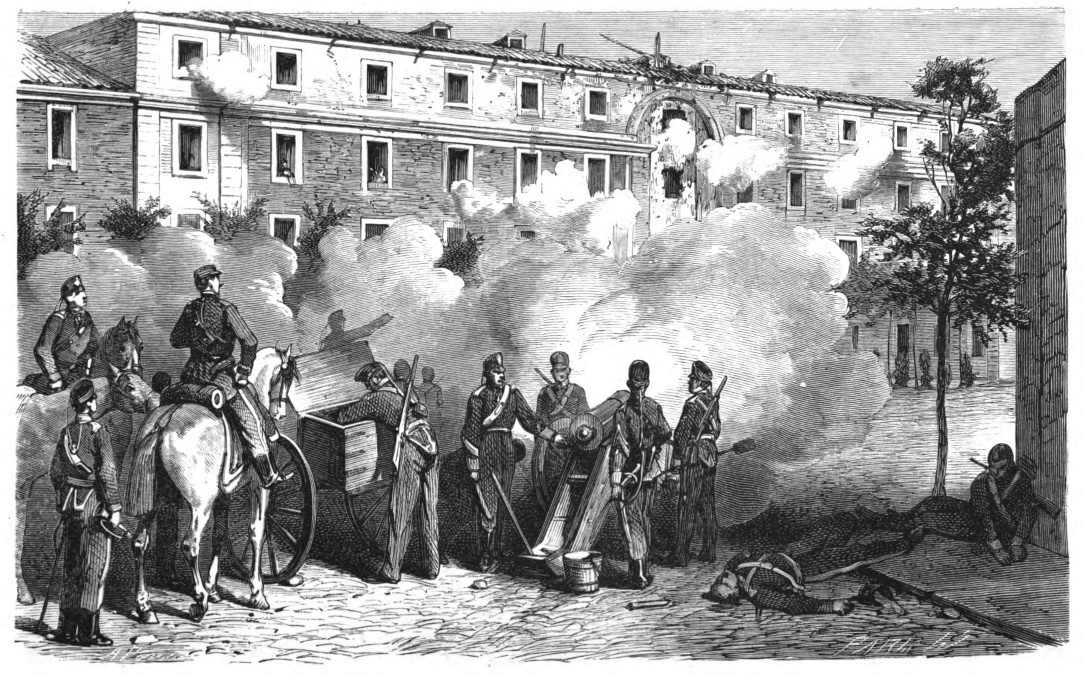
Révolte républicaine à la caserne San Gil à Madrid en juin 1866, à la répression de laquelle García-Margallo fut appelé à apporter son concours.

La guerre terminée, García-Margallo retourna, au bout de deux ans en Afrique, à Madrid avec son bataillon, séjournant tantôt dans cette ville, tantôt à Aranjuez. C’est ainsi qu’il assista le 22 juin 1866 aux événements sanglants de Madrid, survenus lorsque, à la suite du pronunciamiento des sergents d’artillerie de la caserne Saint-Gil, des barricades furent dressées par des insurgés républicains dans les rues de la capitale. Le bataillon de García-Margallo dut essuyer le feu durant quatorze heures, où García-Margallo se distingua et fut ensuite promu capitaine. Il avait été tellement bouleversé par cette journée qu’il sollicita d’être mis en disponibilté, avec une solde réduite de moitié, et s’en fut vivre dans sa ville natale pendant près de deux années.
Fin 1868, il se réintégra dans le bataillon de chasseurs de Figueras, qui était en opération en Andalousie en raison des désordres républicains provoqués par le général Antonio Caballero y Fernández de Rodas. Sa conduite à cette occasion valut à García-Margallo de se voir décerner la croix rouge de première classe du Mérite militaire. En octobre de la même année, il lui fut octroyé le grade de commandant.
En janvier 1869, son bataillon fut transféré dans le nord du pays, dans les provinces de Navarre, de Huesca et de Lléida, pour y combattre les milices carlistes, après la destruction desquelles García-Margallo retourna avec son unité à Alcalá de Henares. Vers la fin de l’année, il fut recompensé par un avancement au rang de lieutenant-colonel pour mérites de guerre.
Après avoir fait serment de fidélité et d’obéissance au roi Amédée Ier en février 1870, il se transporta en Navarre et au Pays basque en 1872, après l’éclatement de la Troisième Guerre carliste, et participa à nombre de batailles dans les années suivantes. Il se signala par sa vaillance et sa ténacité, et fut gratifié par des promotions et plusieurs décorations et titres.
Le conflit terminé, García-Margallo fut versé dans un bataillon à Valladolid. Il monta au rang de colonel en 1883 et de général de brigade d’infanterie en 1890, avant d’être nommé gouverneur militaire de la région Léon-Valladolid. En août 1891 enfin, García-Margallo fut désigné gouverneur militaire de la place de Melilla, puis, en 1893, commandant général de celle-ci.

### Activité au Maroc: gouverneur militaire de Melilla

#### Contexte historique: construction d’un cordon de forts autour de Melilla

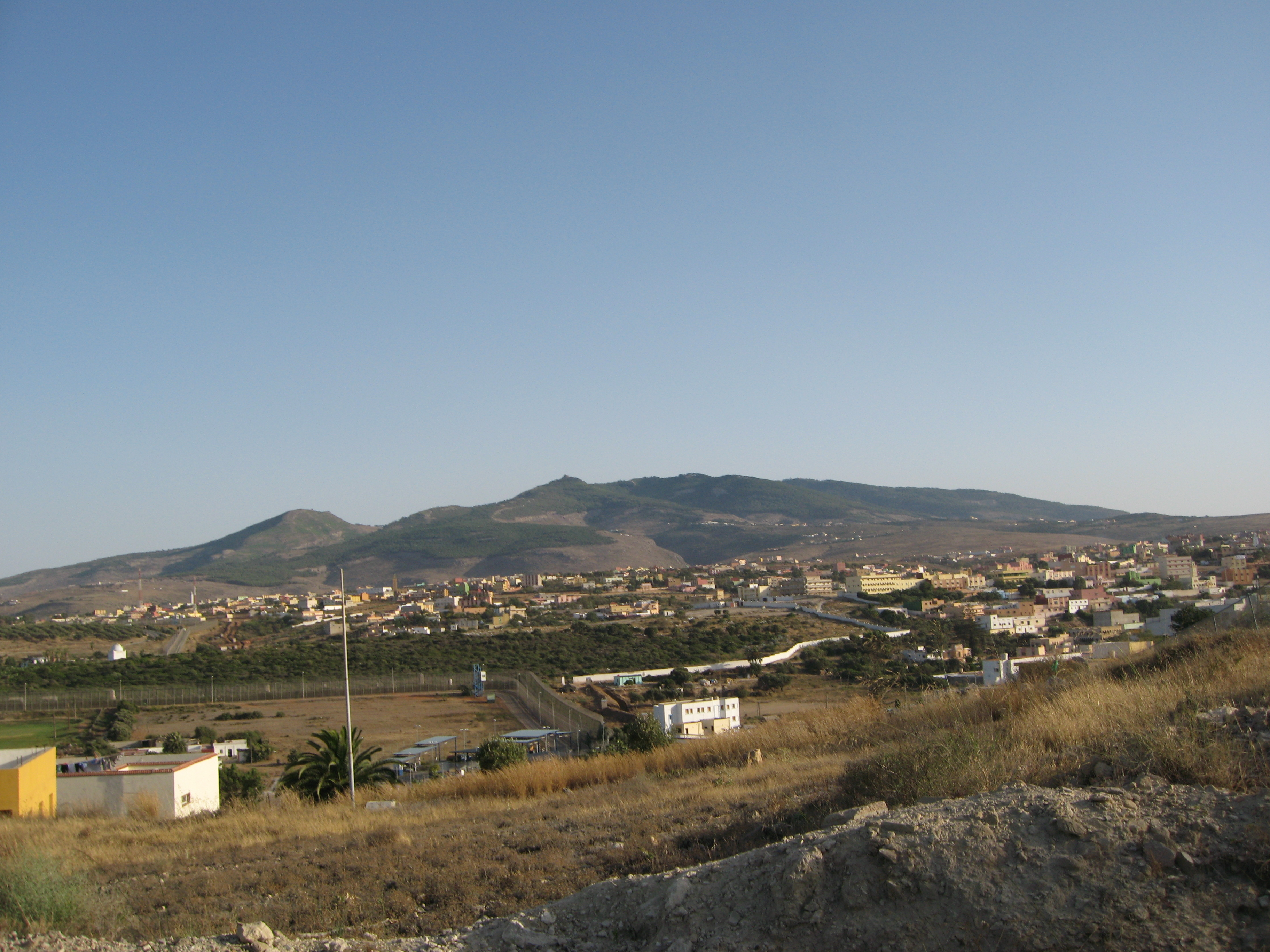
La localité de Farkhana, avec au second plan à gauche la coupole de la koubba de Sidi Ouariach. On aperçoit la clôture marquant la frontière entre la zone espagnole de Melilla et le territoire marocain. Tout au fond, le massif de Gourougou. Regard orienté vers le sud.

Le traité signé en août 1859 entre le Maroc et l’Espagne faisait pour la première fois référence à un élargissement des limites territoriales de la place (ou préside) de Melilla, le souverain marocain consentant en effet à ceder à l’Espagne une bande de territoire (campo neutral) autour de Melilla, d’une étendue suffisante pour servir de glacis et assurer la défense et la tranquillité du préside. Dans le traité d’avril de l’année suivante, dit « traité de Paix et d’Amitié », le sultan accordait le droit pour les Espagnols d’élever des ouvrages de fortification dans les nouveaux territoires concédés. Depuis lors se posait à Melilla le problème de la délimitation et de la largeur du glacis cédé à l’Espagne en exécution de ces traités.
Les autorités espagnoles s’étaient d’ores et déjà mises en devoir d’aménager un chapelet de fortifications longeant le périmètre de la zone de Melilla. Dans ce cadre, la construction du fort de Cabrerizas Altas avait été achevée en 1893, et il ne restait plus alors, pour compléter le périmètre défensif, qu’à fortifier la petit plateau nommé Sidi Ouariach (Sidi Aguariach pour les Espagnols). Cependant, au pied dudit plateau se trouvait une qoubba (mausolée à coupole) et un petit cimetière maure où était enterré Sidi Ouariach, ermite très vénéré dans les kabilas (tribus rifaines) de Qel'aya. Le site étant réputé lieu saint, les autochtones ne pouvaient tolérer la présence d’Espagnols à proximité,.
En juillet 1893, nonobstant que le pacha de la zone eût prié Margallo de ne plus construire de fortifications avant la conclusion d’un accord entre les gouvernements marocain et espagnol, l’ordre fut donné de poursuivre les travaux après qu’un conseil consultatif réuni par le gouvernement espagnol émit l’avis que Sidi Ouariach était un endroit propice à accueillir un ouvrage de fortification,.

#### Réaction rifaine: première vague d’attaques (28 septembre - 3 octobre 1893)
Aussi, les travaux furent engagés le 28 septembre, mais le travail accompli détruit au cours de la nuit suivante. Le lendemain, sans pour autant suspendre les travaux, García-Margallo en avisa le ministre de la Guerre José López Domínguez et donna ordre, au cas où (selon toute attente) de tels faits venaient à se reproduire, de réagir avec fermeté, en détruisant les hameaux alentour. Dans le même temps, il écrivit au pacha pour le mettre en garde contre toute récurrence de tels actes.
L’attaque rifaine fut néanmoins répétée la nuit suivante, où furent à nouveau détruits les travaux du fort et de la route y conduisant ; de surcroît, une briqueterie proche de Melilla fut prise pour cible, les projectiles atteignant même la première enceinte, où un soldat fut blessé. García-Margallo appela le pacha, lui enjoignant de faire intervenir les gardes maures des confins, mais celui-ci allégua ne pas disposer de forces suffisantes et demanda que les travaux soient interrompus jusqu’à ce que le gouvernement espagnol ait donné suite à la requête qu’il se proposait de lui adresser. García-Margallo refusa avec énergie, et disposa que les travaux soient poursuivis, voire accélérés, afin que le mur du corps de garde et du réduit soit pourvu de créneaux suffisamment élevés, et laissa sur le chantier dans la nuit du 30 septembre un détachement de 40 hommes sous les ordres de deux lieutenants.

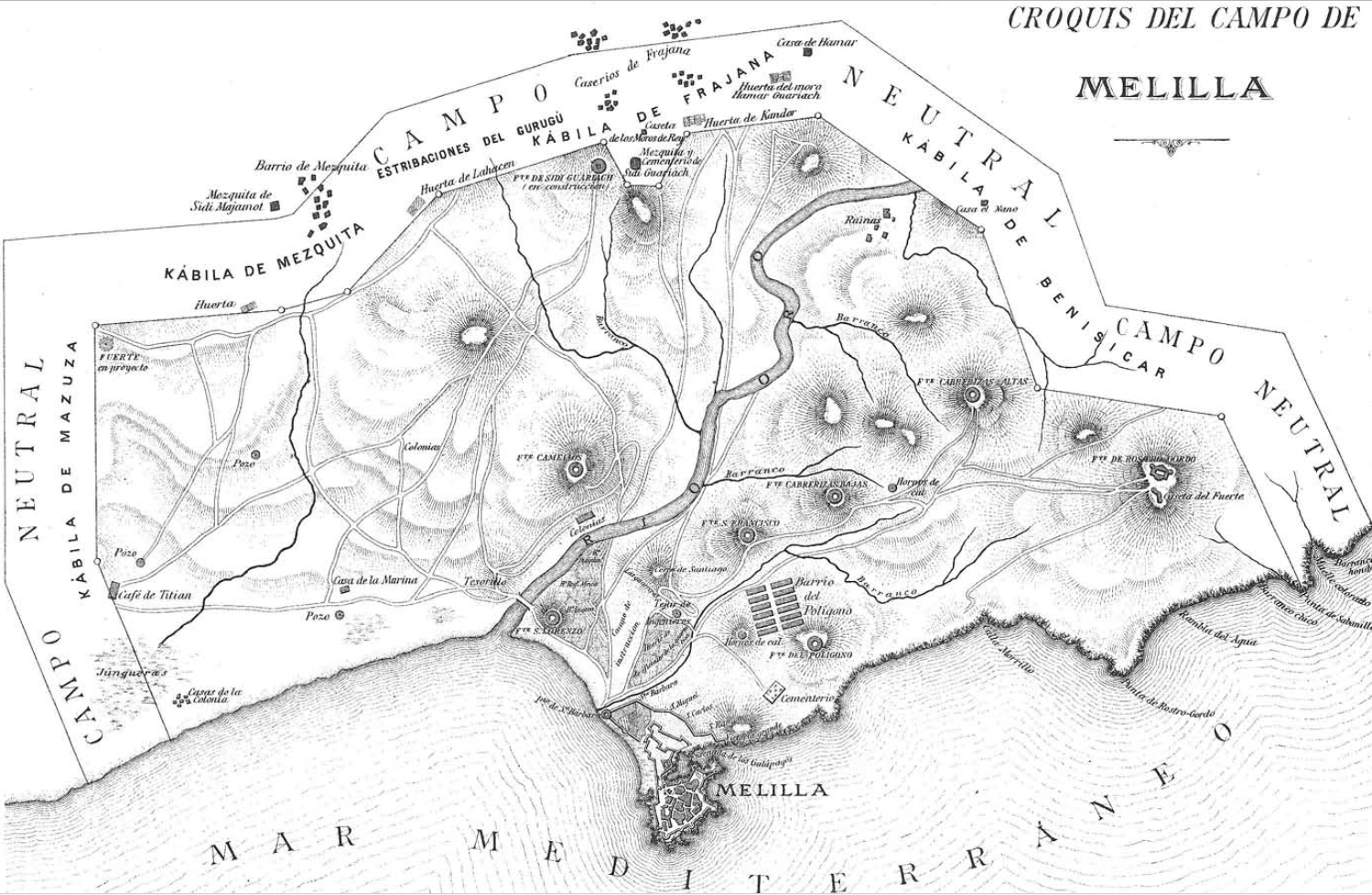
Carte de la zone de Melilla, avec son système de fortification à sa périphérie. Le nord est à droite sur la carte. Y sont figurés : la ville de Melilla (à l’est, sur son promontoire en bordure de mer) ; la zone de Melilla, avec à sa périphérie le glacis ou « zone neutre » (campo neutral, couleur claire) ; le fort de Sidi Ouariach (Sidi Aguariach en espagnol, rebaptisé plus tard « fort de l’Immaculée Conception »), sur la ligne médiane verticale (imaginaire), où celle-ci coupe à l’ouest (en haut sur la carte) la frontière de la zone de Melilla ; jouxtant le fort, le cimetière et la koubba de Sidi Ouariach ; plus au nord et au nord-est, les forts de Cabrerizas Altas et de Rostrogordo ; plus au sud, le fort de Cabrerizas Bajas (entièrement détruit par l’explosion de son entrepôt de poudre en 1928) ; plus au sud encore, de l’autre côté du fleuve Río de Oro, le fort de Camellos ; au sud-est, à l’embouchure du Río de Oro, le fort Saint-Laurent (Fuerte de San Lorenzo).

La nuit du 30 septembre au 1er octobre se passa sans incident, ce dont le général Margallo avisa le gouvernement. Le ministre de la Guerre lui répondit par un télégramme l’autorisant à « s’imposer avec vigueur », en fonction des circonstances, et l’exhortant à œuvrer « en accord avec ce que lui dicte son esprit et son honneur »,. Le 1er octobre, les travaux au réduit furent repris, le rendant plus apte désormais à protéger la petite garnison. La nuit qui suivit, il n’y eut pas d’attaque rifaine, hormis quelques tirs sans conséquence auxquels le détachement ne jugea pas opportun de riposter. Aussi, tout en prenant des précautions, et sans suspendre les travaux de construction, García-Margallo put-il dans la matinée du 2 octobre donner à son ministre de tutelle connaissance de la tranquillité alors régnante. Lors d’une conférence télégraphique le même jour, le ministre, après avoir félicité Margallo, approuva les mesures prises par celui-ci et l’autorisa, si les hostilités continuaient, de causer tout dommage possible aux agresseurs, l’invitant en même temps à solliciter tout ce dont il aurait besoin pour la sécurité de la place de Melilla et des forts.
Cependant, sur le marché de Farkhana, situé en face du fort en construction, en dehors du périmètre du préside, à moins d’un km et demi de distance, des Rifains, venus en grand nombre, se réunissaient en groupes et proféraient des menaces en exhibant leurs armes, et excitaient les autres à la lutte. L’attaque du 2 octobre eut lieu immédiatement après, quand un petit groupe tira plusieurs coups de feu après que le détachement militaire accompagnant les ouvriers se fut retiré, et quand ensuite des combattants rifains, au nombre de quelque 6 000 (ou 4 000) hommes, armés de fusils Remington, qu’ils tenaient d’une usine d’armement d’Eibar, s’approchèrent du chantier peu avant huit heures du matin et ouvrirent un feu nourri depuis tout le contour du plateau de Sidi Ouariach, obligeant les travailleurs et leur escorte à se réfugier dans le fort, bientôt rejoints par le détachement. Les assiégés n’avaient pas les moyens de forcer une sortie pour aller s’abriter dans les forts de l’arrière. Un duo de cavalerie alla porter la nouvelle à Melilla, d’où le général Margallo se mit aussitôt en route pour le fort de Camellos, où il ordonna de concentrer tous les effectifs mobilisables.
À la faveur de la faiblesse des forces espagnoles, les combattants rifains, tout en intensifiant leurs attaques contre Sidi Ouariach, avançaient également sur le fort de Camellos et même sur celui de San Lorenzo, situé à l’embouchure du fleuve Río de Oro. García-Margallo ordonna une charge de sa section de cavalerie pour prendre de revers les tireurs marocains et de dégager les forts de Camellos et de San Lorenzo, ce qui, avec le concomittant pilonnage par les pièces de montagne positionnées devant Camellos, lui permit d’employer ses forces à se porter au secours des assiégés de Sidi Ouariach. Vers trois heures, García-Margallo reçut à Camellos le renfort de 146 hommes du régiment África, 86 du bataillon disciplinaire et 16 du génie, ce qui le mit en mesure d’organiser un mouvement d’avance et de dégager le terrain sur sa gauche ainsi que le ravin jouxtant le fort en construction, en même temps qu’il coupait à droite le feu de l’adversaire.
Toutefois, ainsi que García-Margallo allait l’exposer dans son rapport d’opération, il était inenvisageable, compte tenu de la faiblesse de ses effectifs (ne disposant en effet, sur un effectif total de 1455 soldats et de 37 chevaux, d’à peine 300 hommes après défalcation de ceux déployés dans les fortins et ceux chargés de défendre la place),, de déloger les combattants rifains de leurs positions, la seule option étant d’ouvrir le passage pour permettre aux soldats et aux ouvriers de se replier sur le fort de Camellos, en franchissant sous le feu ennemi l’espace découvert entre le fort en construction et la crête de Camellos. Bien que pris à partie par les tireurs rifains, la colonne de retraite, emportant les blessés, mais laissant sur place l’outillage et un mort, effectua sa retraite d’une manière parfaitement ordonnée, de sorte que les troupes se retrouvèrent à quatre heures de l’après-midi en formation derrière le fort de Camellos, protégées par un détachement disciplinaire, qui maintenait à bonne distance les combattants marocains.
Son comportement dans cette opération valut à García-Margallo des louanges dans toute l’Espagne. Les attaques cessèrent ensuite jusqu’au 27 octobre, abstraction faite d’une série de harcèlements,.

#### Intermède de calme (3 – 27 octobre)

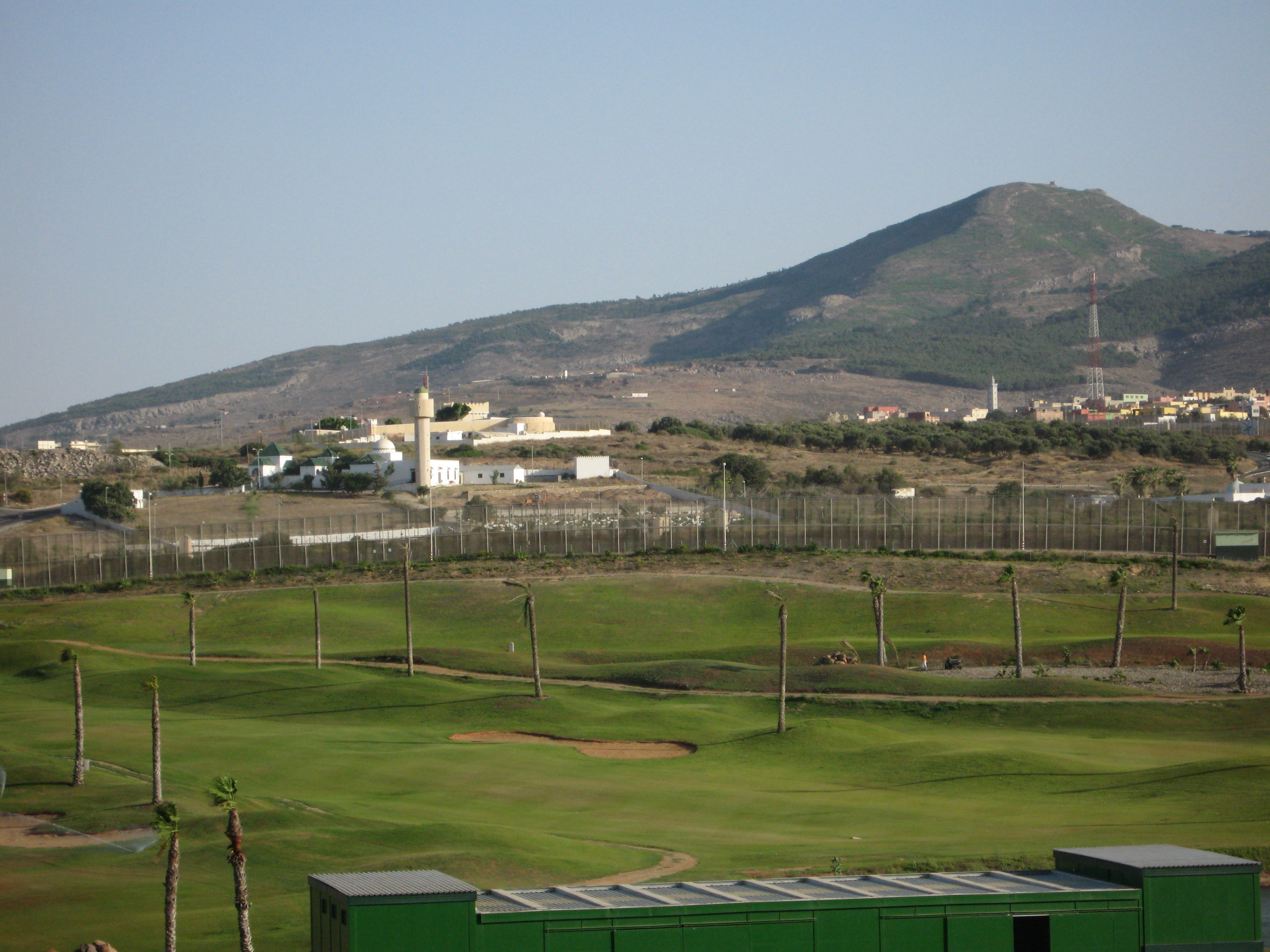
Vue de la mosquée (avec son haut minaret) et du fort de Sidi Ouariach (visible en contre-haut derrière la mosquée) ; mosquée et fort se trouvent en territoire espagnol. Nous regardons vers le sud. À l’avant-plan, terrain de golf (en territoire espagnol), délimité au sud par la clôture marquant la frontière entre Melilla et le Maroc. Le site où se situent le vieux cimetière et la koubba de Sidi Ouariach s’étend derrière ladite clôture (en territoire marocain) et ne sont pas visibles. À l’horizon, le massif de Gourougou, avec sur le sommet à droite la silhouette du fort de Basbel.

Confiant que les actions hostiles rifaines ne se reproduiraient plus, ou pas avec la même intensité, le général Margallo répondit à la proposition de renforts faite par son ministre de tutelle López Domínguez qu’il lui suffirait de compléter les effectifs du bataillon disciplinaire et du régiment África. Quant à la poursuite des travaux de Sidi Ouariach, il estimait nécessaire pour cela de construire en complément plusieurs fortins intermédiaires, car un éloignement de quatre km vis-à-vis de Melilla, en l’absence d’autres défenses, lui apparaissait dangereux.
À l’instigation du ministre, des hommes de troupe et plusieurs officiers d’artillerie de place, en plus de volontaires pour compléter les forces d’infanterie de Melilla (quoique le résultat du mouvement de recrutement n’ait pas répondu aux attentes du capitaine général d’Andalousie), furent embarqués le 3 octobre 1893 pour Melilla. En outre, le ministre disposa le départ, le 5 octobre, du régiment d’infanterie Borbón et du bataillon de chasseurs de Cuba, embarqués à Malaga les 6 et 7 octobre, rejoints par d’autres sections de tirailleurs et des personnels du régiment de Savoie et du bataillon de chasseurs de Porto Rico. Les effectifs ainsi dépêchés jusqu’au 8 octobre à Melilla se réduisaient à un millier d’hommes et étaient en réalité, en regard de la situation sur place, insignifiantes.
Le conseil des ministres du 4 octobre chargea García-Margallo de poursuivre les travaux afin d’achever définitivement le fort de Sidi Ouariach et l’invita à requérir des troupes, du matériel, des munitions et tout type de ressources, au fur et à mesure de ses besoins ; il lui fut signifié d’autre part que dans la suite il ait soin que ne soit abandonné « le moindre pouce du terrain qui nous appartient, en châtiant durement ceux qui par leurs attaques contre notre territoire enfreignent tous les droits et tous les Traités »,. García-Margallo communiqua à son ministre que la journée de la veille 3 octobre s’était passée sans incident, et qu’il estimait nécessaire seulement que la garnison de Melilla soit renforcée d’un régiment, nonobstant que des signaux aient été recensés indiquant que les combattants rifains lançaient des appels aux kabilas de l’intérieur. En particulier, il savait par des confidences que toutes ces kabilas avaient été conviées à se rencontrer le 9 octobre à Farkhana, en vue de conclure des alliances, et que les combattants rifains construisaient des abris et des tranchées tout autour du territoire de Melilla — le terme « tranchée » devant, selon le général Manuel Ortega y Sánchez Muñoz, s’entendre comme « une légère élévation de terre soutenue par un mur de pierre sèche ».
La première mesure prise par García-Margallo après le fait d’armes du 2 octobre fut de se rencontrer avec le pacha local, lequel se borna à déplorer les actions commises par les autochtones, en alléguant qu’il était impuissant à se faire respecter par manque de moyens moraux et matériels, mais qu’il mettrait tous ses efforts à apaiser les kabilas. Le ministre plénipotentiaire d’Espagne à Tanger, Luis de Potestad y Carter, informa son gouvernement qu’il avait rencontré le ministre des Affaires étrangères du Maroc et que celui-ci lui avait promis de se mettre aussitôt en rapport avec les autorités locales et d’envoyer une lettre au sultan pour que les rebelles soient rappelés au calme.
Le 9 octobre, le ministre López Domínguez télégraphia à García-Margallo pour l’inciter à employer tous ses soins à empêcher que tout Maure ne franchisse les limites du territoire de Melilla et de riposter instantanément et avec vigueur à toute agression, quelque insignifiante qu’elle soit. Il annonçait par ailleurs que García-Margallo recevrait le matériel de campement et les effectifs nécessaires.
Le 12 octobre, García-Margallo communiqua que selon ses renseignements, les kabilas associées à celles du Rif, à savoir Kebdana, Metalza et Béni Snasen, qui pouvaient aligner quelque 30 000 fantassins et 2 500 chevaux, étaient résolus à empêcher la poursuite des travaux à Sidi Ouariach.
Le même 12 octobre, López Domínguez nomma par ordre royal une commission consultative chargée de déterminer les besoins militaires de Melilla. Ladite commission se montra favorable à la création du fort de Sidi Ouariach, moyennant qu’il soit complété par l’occupation du morne Cerro Cónico et que son édification soit précédée de l’aménagement d’une « redoute enveloppante » capable d’héberger un bataillon et quatre pièces d’artillerie de campagne, préalablement à la construction du réduit permanent à l’intérieur. Après approbation par le gouvernement du plan de la Commission technique, il fut décidé le 23 octobre d’embarquer pour Melilla deux compagnies de sapeurs et quatre d’artillerie de place, lesquelles arrivèrent à destination le 26, tandis que García-Margallo recevait l’ordre de commencer les travaux d’extension des forts de Camellos, Cabrerizas et Rostrogordo,.
Dans les campagnes environnantes, malgré les assurances du pacha que les kabilas de l’intérieur s’étaient retirées et que le sultan s’emploierait à châtier durement les fauteurs de troubles avant vingt jours, l’activité belliqueuse allait croissant, les Rifains continuant leurs travaux de retranchement et se procurant armes et munitions.
Le rapport de situation envoyé au gouvernement le 26 octobre par García-Margallo, qui avait sillonné en compagnie des commandants d’artillerie et du génie tout le territoire de Melilla sans avoir perçu la moindre activité hostile, faisait état d’une totale normalité et communiquait que ses effectifs poursuivaient la construction des ouvrages de défense projetés et que les forces débarquées à Melilla avaient rejoint leur lieux d’affectation (nommément : le fort Reina Regente et le fort de Camellos). Le 27 octobre, on commença l’installation de la batterie en face de Camellos.

#### Attaque rifaine générale (27 octobre 1893)
Après qu’en exécution de l’ordre du gouvernement, les travaux à Sidi Ouariach eurent repris le 27 octobre, une violente attaque rifaine générale se produisit vers trois heures et demie de l’après-midi. En réaction, et en dépit du faible effectif de la place de Melilla et de la nécessité de maintenir une garnison dans les différents forts, des troupes de renfort furent mises sur pied et dépêchées à Camellos, où se trouvait alors García-Margallo. La faiblesse numérique espagnole enhardissait les combattants rifains, qui intensifiaient leurs attaques contre Sidi Ouariach, en même temps qu’ils avançaient vers Camellos et, sur leur versant droit, jusqu’aux approches du fort Saint-Laurent (Fuerte de San Lorenzo), à l’embouchure du Río de Oro.
Les Rifains, dont le nombre s’était fortement accru par l’afflux de miliciens venus des hauteurs de Mariouari et de divers endroits de Farkhana et d’Imazouzen, entreprirent d’escalader les pentes du morne de Cabrerizas Altas. Le capitaine qui commandait la compagnie la plus avancée ordonna de rompre le feu, qui se généralisa bientôt sur toute la ligne de défense. Sous la direction de García-Margallo, les ouvriers de Camellos se retirèrent sans délai et en bon ordre. Il n’en était pas de même aux abords de Cabrerizas Altas, où les Rifains avaient su s’établir solidement et empêchaient par un feu nourri et ample les troupes espagnoles d’aller se barricader dans le fort.
Devant l’écrasante supériorité numérique, le général Margallo ordonna le repli à la tombée de la nuit. Il pouvait se replier sans peine avec les forces de Camellos vers la place de Melilla, mais, avisant que sur le front de Cabrerizas Altas le combat faisait rage et que ses troupes continuaient à se battre à l’extérieur des forts, il jugea approprié de se porter à cet endroit. Cependant, le feu rifain, fusant à partir des positions et tranchées que venaient d’abandonner les Espagnols, était alors tellement intense qu’il apparut impossible de s’attarder davantage sur l’esplanade du fort de Cabrerizas Altas, de sorte que les généraux Manuel Ortega y Sánchez Muñoz, venu de Malaga, et García-Margallo n’eurent d’autre option que de pénétrer dans le fort, sous une pluie de balles, avec leur quartiers-généraux et la section de cavalerie. Le fort venait d’être entièrement encerclé par les tireurs rifains.

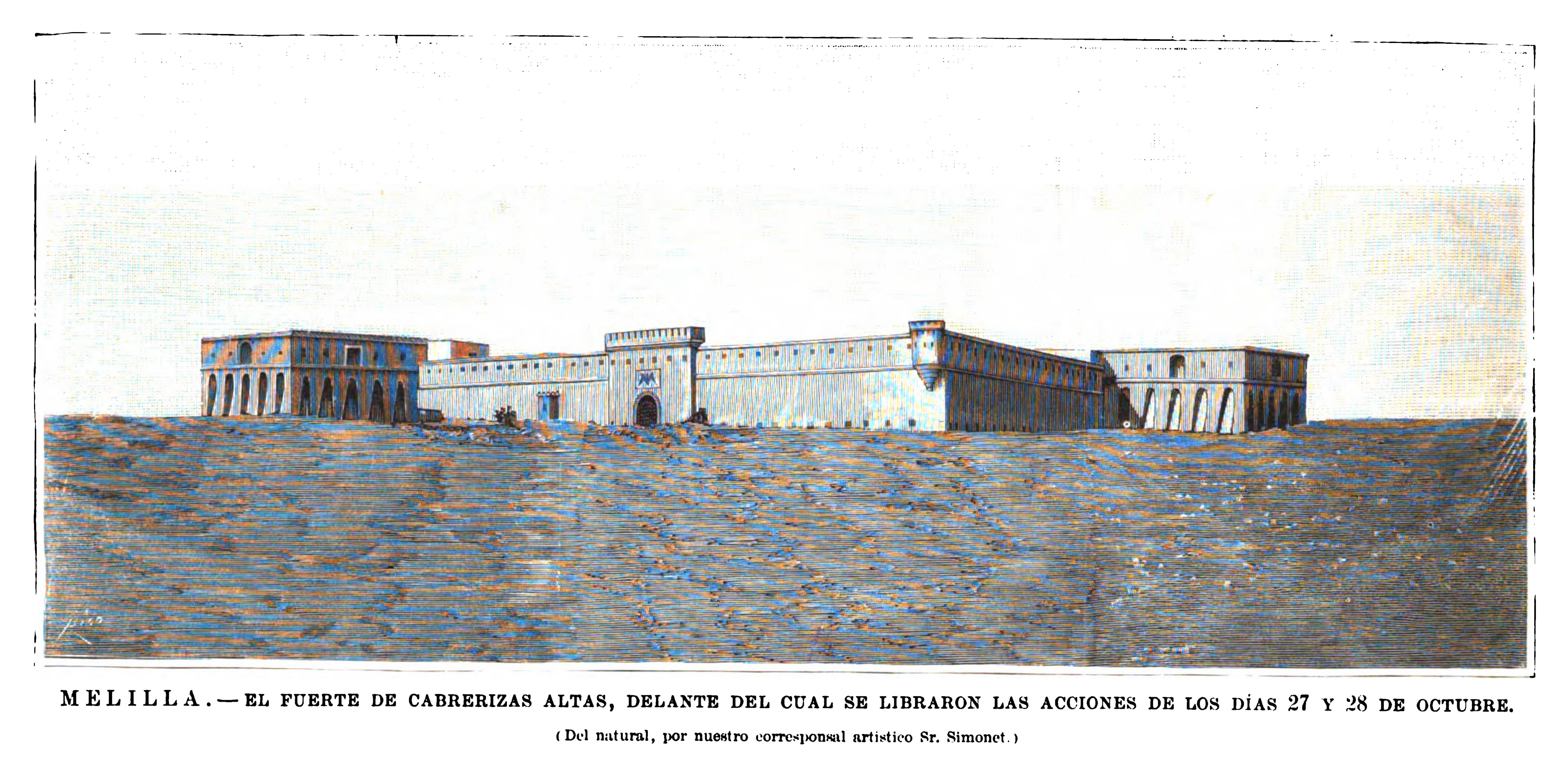
Gravure figurant la fort de Cabrerizas Altas parue en décembre 1893 dans la revue La Ilustración Española y Americana.
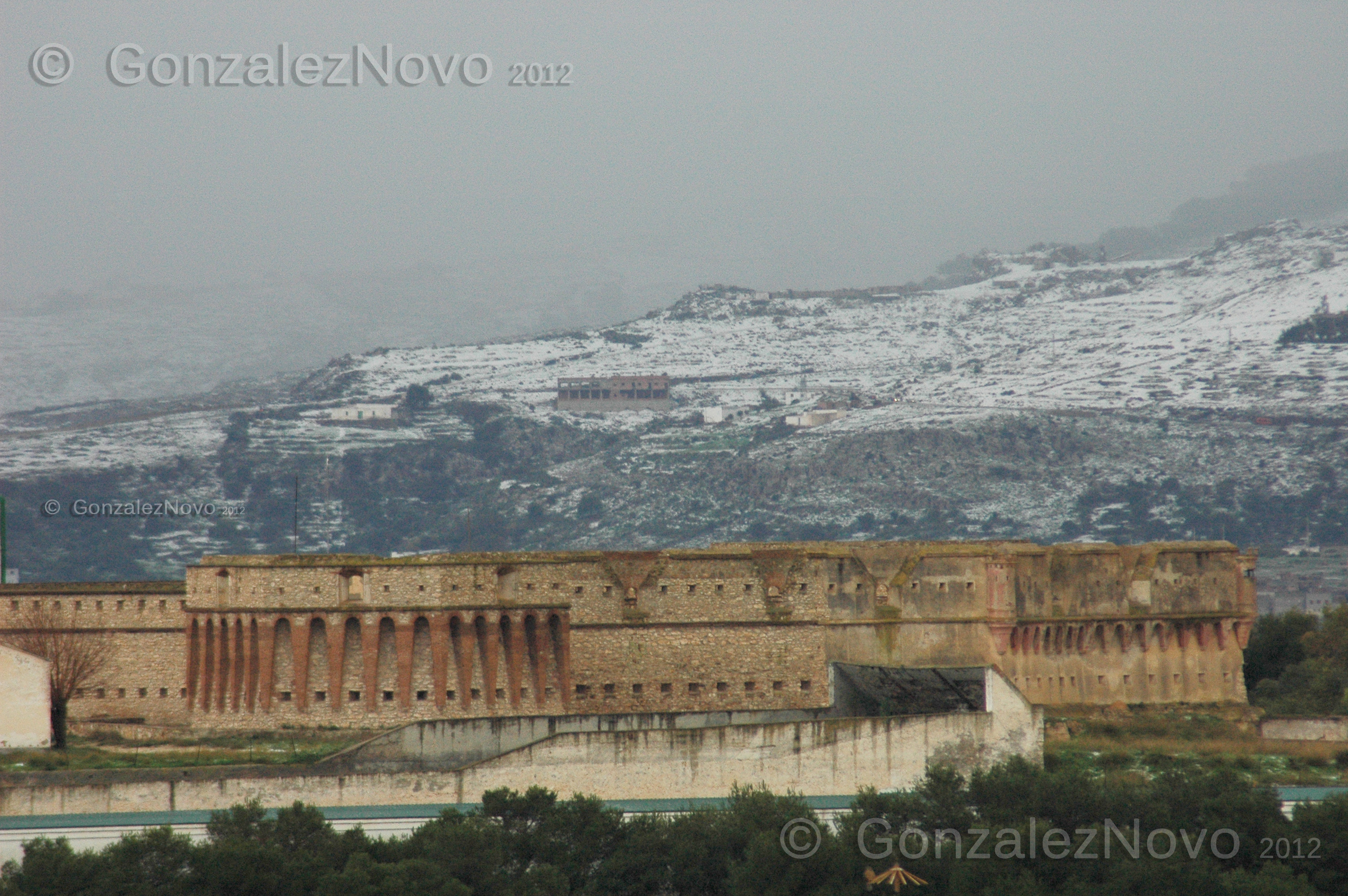
Fort de Cabrerizas Altas en 2005.
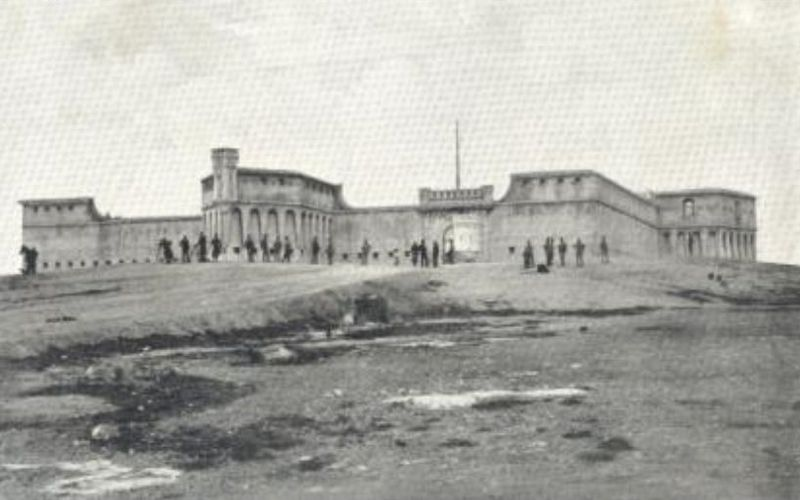
Le fort de Rostrogordo photographié en 1929.
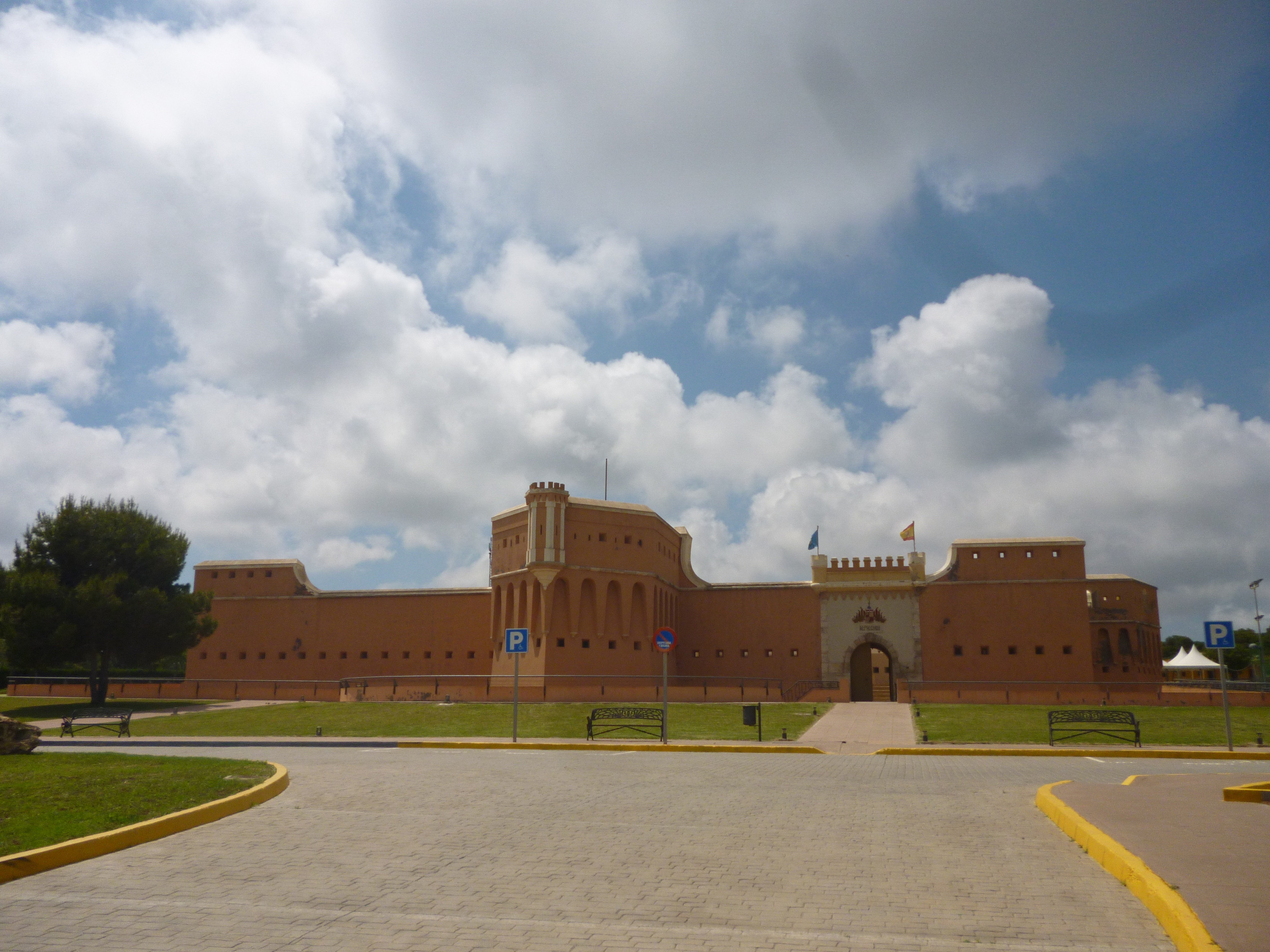
Fort de Rostrogordo en 2018.

#### Siège de Cabrerizas Altas et mort de Margallo

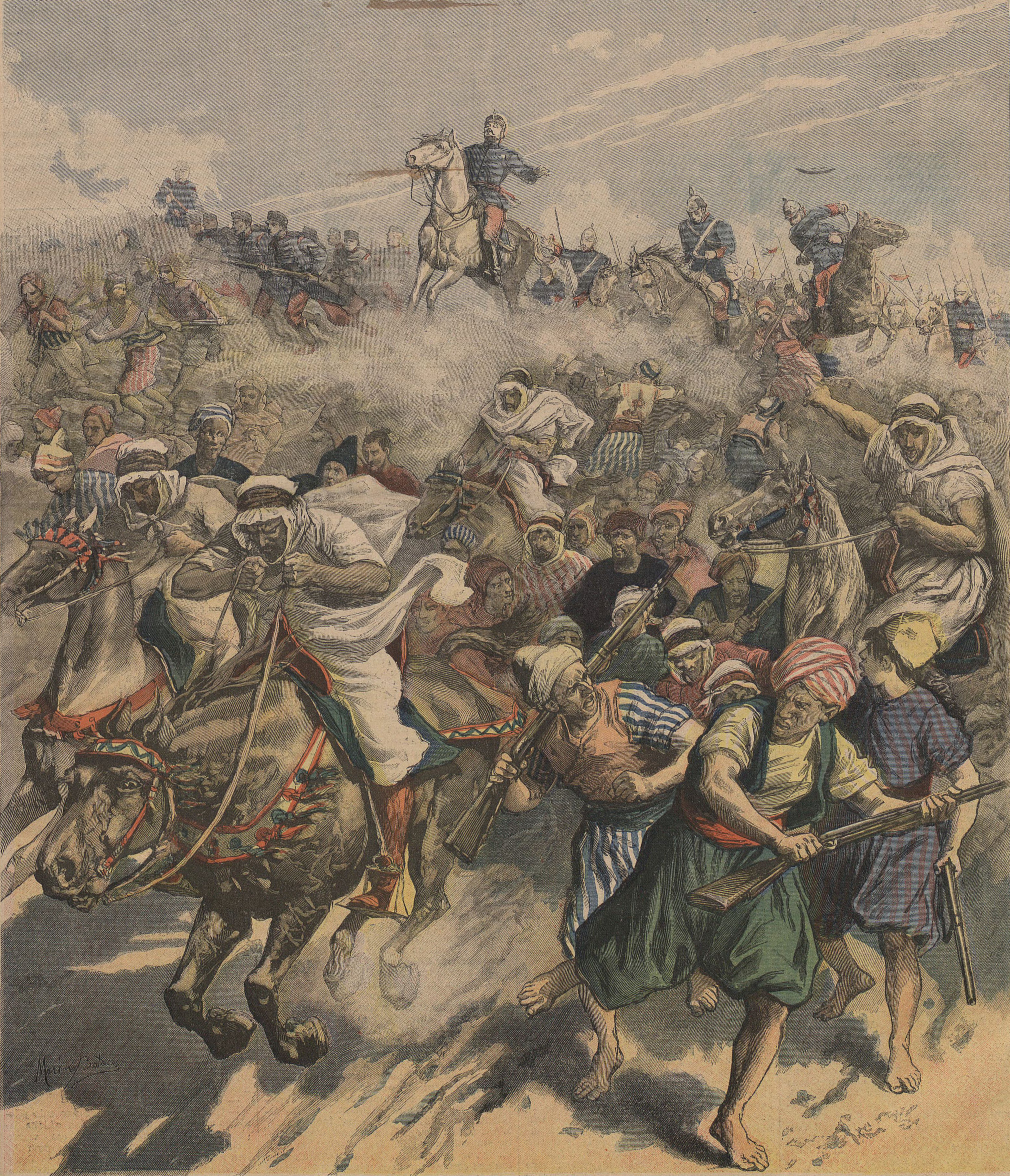
« La Guerre au Maroc, Mort du Général Espagnol Margallo », paru dans Le Petit Journal du 13 novembre 1893.

Dans la nuit du 27 au 28 octobre 1893 se trouvaient ainsi piégés dans le fort de Cabrerizas Altas les généraux Margallo et Ortega avec leurs états-majors respectifs, les bataillons Borbón et Extremadura, et les sections d’artillerie et de cavalerie. Il n’y avait dans le fort ni eau, ni vivres, ni munitions, ni médicaments ou pansements pour les nombreux blessés, et la ligne téléphonique, seul moyen de communication avec la place de Melilla, était coupée. La résistance prolongée étant impossible dans de telles conditions, García-Margallo chargea le capitaine d’état-major Juan Picasso González de briser l’encerclement et de se rendre au fort de Rostrogordo pour informer par téléphone de la situation de Cabrerizas Altas et s’assurer ainsi que Melilla se porte à son secours.

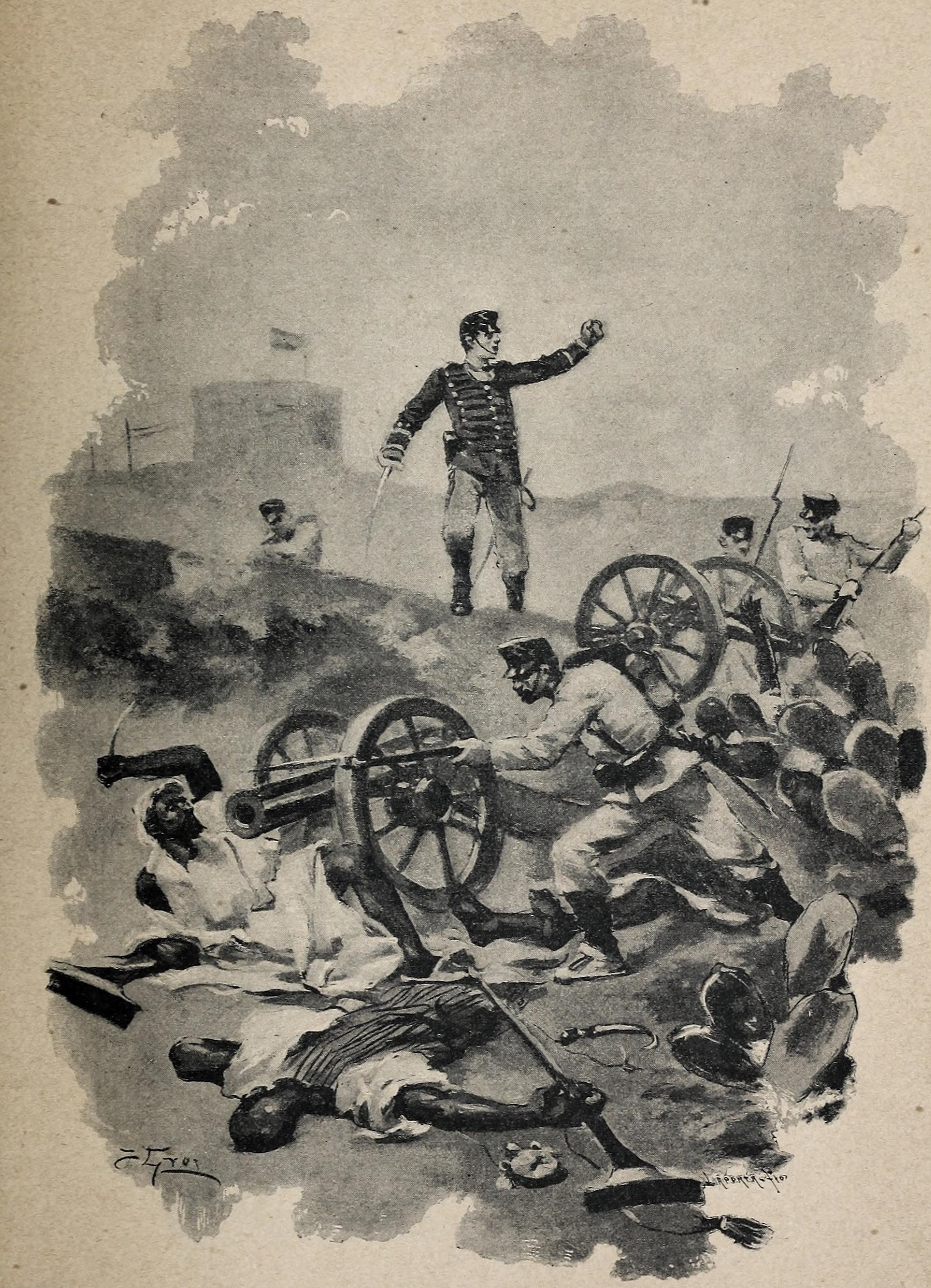
Estampe intitulée « Action héroïque du lieutenant Primo de Rivera », parue dans la revue Blanco y Negro en octobre 1893.

García-Margallo, impatient de voir arriver les renforts, et redoutant qu’ils ne viennent jamais, se proposa de forcer une sortie et ordonna vers les sept heures du matin qu’une compagnie aille déloger les assaillants devant le portail d’entrée, pour se précipiter ensuite à droite en longeant le fond du ravin pour détourner l’attention des combattants rifains, pendant que García-Margallo lui-même, emmenant la section de cavalerie, tenterait de quitter le fort. Cependant, les assaillants, en surnombre, déjouèrent ce plan et García-Margallo dut ordonner la retraite, après quatre morts et 11 blessés. Une demi-heure plus tard, il commanda à un officier, à la tête d’une trentaine d’hommes, de déloger les tranchées situées face au portail d’entrée, mais ces forces durent elles aussi battre en retraite face au feu nourri d’un adversaire supérieur en nombre, au prix de la mort, en très peu de temps, d’un officier, d’un sergent et d’un caporal, et de sept blessés graves. À huit heures du matin, il donna ordre derechef à un officier et 30 hommes de s’emparer des tranchées, opération téméraire compte tenu que (selon le journal des opérations) « l’ennemi, entendant les coups de feu autour de Cabrerizas, était accouru des localités alentour, triplant le nombre de ceux garnissant les tranchées dans les premières heures de la matinée ». Le lieutenant du régiment Extremadura, exhortant les soldats sous ses ordres, fit irruption à la tête de la troupe sur le chemin en direction des tranchées rifaines, et fut aussitôt tué ainsi que trois de ses soldats. Une sortie encore fut tentée, et l’on dut pour la quatrième fois faire demi-tour, García-Margallo s’avisant alors qu’il n'avait pas d’autre choix que d’attendre l’arrivée de secours en provenance de Melilla.
Le colonel du régiment África, Alfredo Casellas y Carrillo de Albornoz, gouverneur intérimaire de la place, s’apprêtait déja — devançant les décisions du conseil des « commandants principaux » qui devait se réunir — d’envoyer à Cabrerizas Altas un convoi transportant eau potable, vivres et munitions, lorsque lui parvinrent les ordres précis de García-Margallo par le truchement de Picasso,, qui s’était héroïquement acquitté de sa mission. Casellas mit alors sur pied, pour accompagner ledit convoi, une colonne de secours qui ne tarda pas à atteindre le fort de Cabrerizas Bajas et, le dépassant, continua sa progression en direction des hauteurs de Rostrogordo, avant d’incurver subitement sa trajectoire à gauche vers Cabrerizas Altas. Ce que voyant, et après que le bataillon disciplinaire eut occupé la colline située entre les deux Cabrerizas, García-Margallo, profitant de ce que les Rifains quittaient leurs tranchées, donna ordre de positionner deux pièces de batterie de montagne pour pilonner les positions rifaines entre Cabrerizas Altas et Rostrogordo et appuyer l’avance des forces de secours. S'étant, par un acte digne d’être qualifié de suicidaire, porté en personne au-devant de l’adversaire, debout à la tête du groupe d’artilleurs, il reçut trois balles, dont une au front, à quelques mètres du fort et succomba sur place,. Son cadavre fut immédiatement recueilli et transporté dans le fort, ainsi que l’une des deux pièces d’artillerie, l’autre étant restée indéfendue à 150 mètres du fort. Le lieutenant Miguel Primo de Rivera, futur dictateur, s’offrit à la récupérer, et y parvint, aux côtés d’un caporal et de cinq soldats, en dépit des violents tirs rifains. Le général Ortega, qui avait pris le commandement, renonça à toute nouvelle tentative de sortie.
Entre-temps, avec l’appui feu des forts et de ses propres batteries, la colonne de secours poursuivit sa marche avec détermination, malgré les tirs de barrage de l’adversaire, et réussit à établir le contact avec la position assiégée et à entrer dans le fort de Cabrerizas Altas, une heure après son départ de Melilla, et après avoir chassé les combattants rifains de leurs tranchées. Le général Ortega quitta le fort après l’avoir approvisionné et entreprit la retraite, sans subir de pertes, et emportant avec lui, dans un chariot, le corps de Margallo.

### Hommages posthumes
Plusieurs villes d’Espagne, outre son bourg natal de Montánchez, ont baptisé une de leurs rues du nom de García-Margallo.

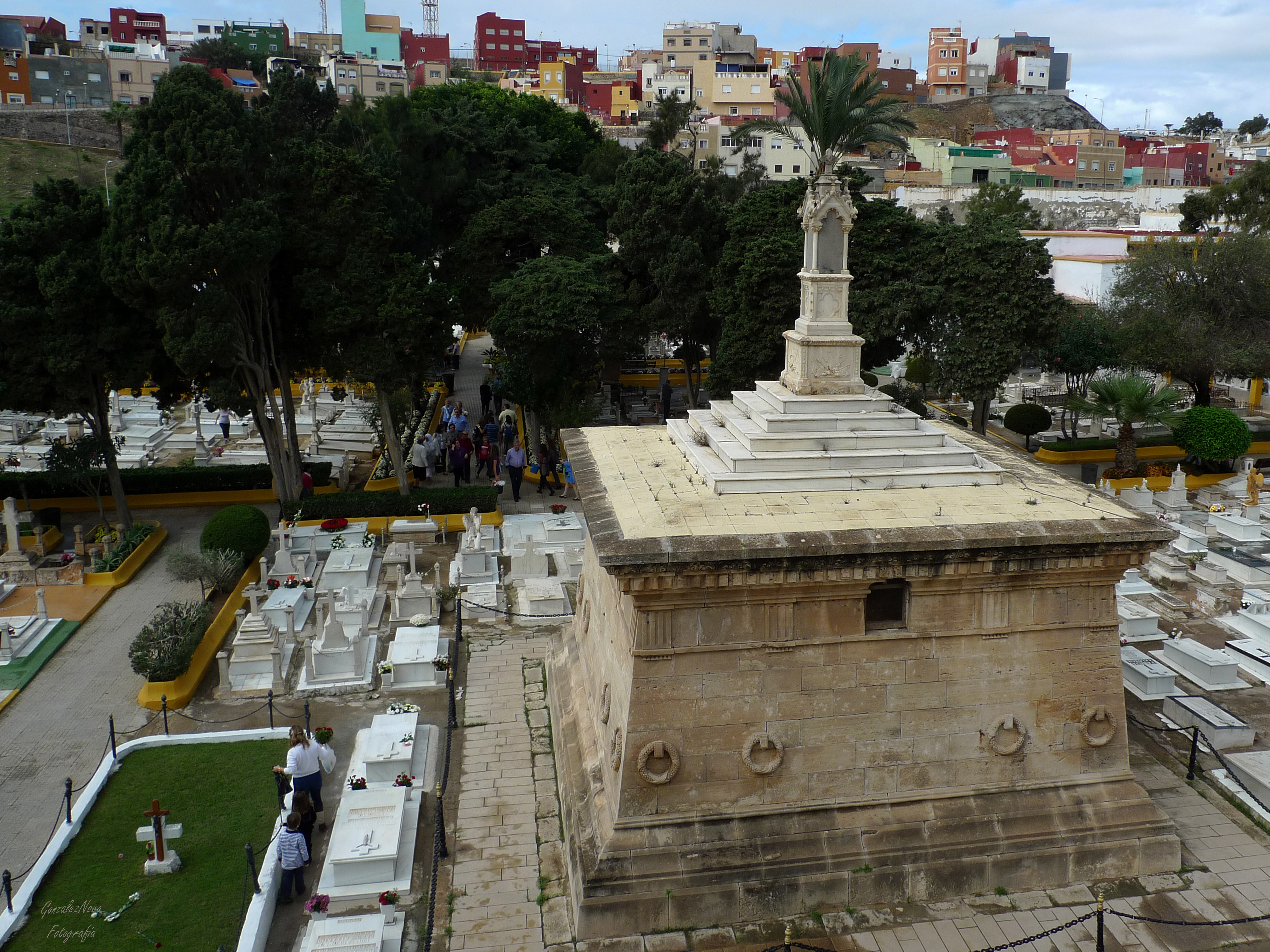
La « panthéon Margallo » dans le cimetière de l’Immaculée Conception à Melilla.

Il y eut aux Cortes d’âpres discussions autour de son comportement, que certains jugeaient téméraire. Cánovas del Castillo, alors chef de l’opposition, l’encensa, et la reine régente prit à sa charge les frais d’instruction des six enfants du décédé. Il fut promu à titre posthume au grade de général de division et sa veuve se vit offrir le titre de marquise de Cabrerizas, qu’elle déclina.
García-Margallo est inhumé à Melilla. Dans le cimetière de l’Immaculée Conception de Melilla, un panthéon, qui héberge les restes de six récipiendaires de la croix laurée de Saint-Ferdinand, a été nommé de son nom Panteón de Margallo.